# Tyler Hamilton (cầu thủ bóng đá)
Tyler Lee Hamilton (sinh ngày 5 tháng 1 năm 1999) là một cầu thủ bóng đá người Anh thi đấu cho đội bóng ở Championship Hull City ở vị trí tiền vệ.

## Sự nghiệp câu lạc bộ

### Hull City
Hamilton gia nhập Hull City lúc 8 tuổi và nhận được học bổng vào tháng 7 năm 2016. Ngày 22 tháng 8 năm 2017, anh có màn ra mắt trong thất bại 2–0 tại EFL Cup Doncaster Rovers.
Ngày 28 tháng 2 năm 2018, Hamilton ký một hợp đồng 2 năm với câu lạc bộ.

## Thống kê
Tính đến 22 tháng 8 năm 2017.
| Mùa giải            | Câu lạc bộ          | Hạng đấu            | Giải vô địch | Giải vô địch | Cúp FA  | Cúp FA    | Cúp Liên đoàn | Cúp Liên đoàn | Khác    | Khác      | Tổng    | Tổng      |
| Mùa giải            | Câu lạc bộ          | Hạng đấu            | Số trận      | Bàn thắng    | Số trận | Bàn thắng | Số trận       | Bàn thắng     | Số trận | Bàn thắng | Số trận | Bàn thắng |
| ------------------- | ------------------- | ------------------- | ------------ | ------------ | ------- | --------- | ------------- | ------------- | ------- | --------- | ------- | --------- |
| 2017–18             | Hull City           | Championship        | 0            | 0            | 0       | 0         | 1             | 0             | 0       | 0         | 1       | 0         |
| Tổng cộng sự nghiệp | Tổng cộng sự nghiệp | Tổng cộng sự nghiệp | 0            | 0            | 0       | 0         | 1             | 0             | 0       | 0         | 1       | 0         |